# 임실 회문망루
임실 회문망루는 대한민국 전북특별자치도 임실군 덕치면에 있는 건축물이다. 2014년 9월 1일 국가등록문화재 제595호로 지정되었다.

## 개요
회문망루는 광복 후 민주주의와 공산주의가 대립하던 시기에 지역 방어를 위해서 지역 주민들의 자금으로 축조된 시설물로 건립 당시에 1층은 총과 탄환, 기타 장비를 보관하였고 2층은 숙직실, 3층은 기관총과 다른 장비를 이용하여 사격장소로 사용되었다고 하나 현재는 3층이 유실되어 있다.
광복 이후 어지러운 당시의 치안 상태를 잘 보여주는 시설물로 빨치산 활동과 경찰에 의한 공비토벌 등 한국 현대사에서 나타난 혼란과정의 한 단면을 볼 수 있는 유구로 역사적 가치가 있다.

## 참고 자료
- 임실 회문망루 - 국가유산청 국가유산포털